# 奥斯卡·梅里坎托
奥斯卡·梅里坎托（芬蘭語：Oskar Merikanto，1868年8月5日—1924年2月17日），姓氏又译为梅利康托，芬兰作曲家，钢琴家，管风琴家。他原本有一个瑞典语姓氏马特松（Mattsson），但在1882年将姓氏改为芬兰语姓氏。他是一位多才多艺的作曲家，能指挥乐队并演奏多种乐器。和西贝柳斯一样，他的作品在芬兰音乐史上起着开拓性的作用。